# L'Île de la violence
Pour plus de détails, voir Fiche technique et Distribution.
L'Île de la violence (Hero's Island) est un film américain réalisé par Leslie Stevens et sorti en 1962.

## Synopsis
Un pirate aide un homme à sauver l'île qu'un groupe de pécheurs considère comme la leur.

## Fiche Technique
- Titre original : Hero's Island
- Titre français : L'ile de la violence
- Réalisation : Leslie Stevens
- Scénario : Leslie Stevens
- Musique : Dominic Frontiere
- Direction artistique : Karl Brainard
- Photographie : Ted McCord
- Son : Jay Ashworth
- Production : James Mason, Leslie Stevens
- Pays de production :  États-Unis
- Langue originale : anglais
- Format : couleur
- Genre : action
- Durée : 94 minutes
- Dates de sortie :
  - États-Unis : 16 septembre 1962
  - France : 24 juin 1966

- Classification (facult.)

## Distribution
- James Mason : Jacob Weber
- Neville Brand : Kingstree
- Kate Manx : Devon Mainwaring
- Rip Torn : Nicholas Gates
- Warren Oates : Wayte Giddens
- Harry Dean Stanton : Dixey Gates
- Brendan Dillon : Thomas Mainwaring